# Враньеш, Любомир
Любомир Враньеш (род. 3 октября 1974 года, Гётеборг, Швеция) — шведский гандболист и гандбольный тренер. Серебряный призер Олимпиады 2000 года, чемпион мира, трёхкратный чемпион Европы.

## Биография
Начинал в карьеру в шведском клубе «Редбергслидс», затем играл в Испании. В Германии играл за «Нордхорн-Линден» и «Фленсбург-Хандевитт», где и начал свою тренерскую карьеру и который привёл к победе в Лиге чемпионов ЕГФ в 2014 году.
Был главным тренером сборных Сербии, Венгрии и Словении.

## Достижения
Командные
- Серебряный призёр Олимпийских игр: 2004
- Чемпион мира: 1999
- Серебряный призёр Чемпионата мира: 1997, 2001
- Чемпион Европы: 1998, 2000, 2002
- Чемпион Швеции: 1993, 1994, 1996, 1997, 1998

Личные
- Гандболист года в Швеции: 1999
- Тренер года ЕГФ: 2014